# Hervé Richez
Pour les articles homonymes, voir Richez.
 (octobre 2018).
Si vous disposez d'ouvrages ou d'articles de référence ou si vous connaissez des sites web de qualité traitant du thème abordé ici, merci de compléter l'article en donnant les références utiles à sa vérifiabilité et en les liant à la section « Notes et références ».
 (décembre 2016).
Hervé Richez aussi connu sous le nom de Perche, né le 23 juillet 1967 à Malo-les-Bains dans le Nord, est un scénariste de bande dessinée et directeur de collection pour le label Grand Angle, appartenant à Bamboo Édition.

## Biographie
Hervé Richez est né à Malo-les-Bains dans le Nord en 1967.
Après ses études à l'Institut d'économie scientifique et de gestion de Lille, Hervé Richez rencontre l'auteur Éric Miller durant son service militaire.
En parallèle d'une carrière de cadre dans la banque et l'assurance, il développe une activité de scénariste puis d'éditeur. Il quitte son poste dans la banque en 2004, afin de consacrer plus de temps au label Grand Angle dont il est le directeur éditorial depuis sa création.

## Activité de scénariste
En 1997, sous le parrainage amical de Dodier, il entame sa carrière dans la bande dessinée avec son ami Éric Miller en démarrant la série jeunesse Buzzi chez l'éditeur Cœur de Loup. Albert Uderzo préface son premier album.
En 2001 Bamboo Édition publie le T3 de la série Buzzi mais également le premier tome de Dirty Henry, série dessinée par Jenfèvre et qui comptera seulement deux tomes. Ces deux séries ne font pas long feu mais marquent le début d'une longue collaboration entre ce scénariste et Bamboo Édition, maison qui accueillera la majorité des productions d'Hervé Richez.
Il a également collaboré avec le journal Spirou de 2002 à 2010, avec notamment la série Les Poulets du Kentucky qui a donné une publication en album par Dupuis (2 tomes parus en 2009 et 2010).
À partir de 2007, il co-scénarise avec Christophe Cazenove plusieurs albums de la série Les Fondus, dont chaque tome est consacré à une passion spécifique (portable, brocante, bricolage, cuisine...). Le même duo cosigne également le scénario de deux séries spin-off : Les Fondus de Moto (12 tomes parus) et Les Fondus du vin (9 tomes parus).
En novembre 2009, Richez s'associe avec le dessinateur Jean Barbaud, créateur de la série de dessins animés Il était une fois... l'Homme et spécialiste de la caricature aérienne, pour animer une nouvelle série de bande dessinée humoristique : Les Dézingueurs.
En 2015, il met en scène le chef cuisinier Mathieu Viannay dans la bande dessinée 12 rue Royale ou les Sept Défis gourmands, dessinée par Efix et publiée par Bamboo Édition.
Hervé Richez a signé le scénario de plus de cent albums de bande dessinée, principalement dans le genre humoristique, mais aussi, dans un style de dessin plus réaliste, de quelques séries (Sam Lawry, Le Messager) et albums "one shot" (La Petite Voleuse de la Tour Eiffel, Le Canonnier de la Tour Eiffel).

## Activité éditoriale
Cinq ans après la création de Bamboo Édition par Olivier Sulpice, maison qui s'est spécialisée dans l'humour à ses débuts, le label Grand Angle est inauguré pour accueillir des thrillers au dessin réaliste, comme Sam Lawry ou Thomas Silane. Hervé Richez, scénariste de Sam Lawry, est associé à la création de ce nouveau label par Olivier Sulpice, qui le nomme directeur de collection.
Les auteurs publiés par Grand Angle reconnaissent un esprit de famille et une qualité de suivi propre aux éditeurs de ce label.

## Principales publications
- Buzzi, dessinée par Éric Miller, 3 tomes parus de 1998 à 2002 chez Cœur de Loup puis Bamboo Edition ;
- Dirty Henry, dessinée par Jenfèvre, 2 tomes parus en 2001 et 2002 ;
- Sam Lawry, dessinée par Mig, 6 tomes parus de 2002 à 2011 chez Bamboo Édition ;
- Le Messager, dessinée par Mig, 6 tomes parus de 2003 à 2010 chez Bamboo Édition ;
- L'Effaceur, dessinée par Jenfèvre, 5 tomes parus de 2003 à 2008 chez Vents d'Ouest ;
- Groom Lake, dessinée par Jean-Jacques Dzialowski, 4 tomes parus de 2006 à 2009 chez Bamboo Édition ;
- Les Fondus, série à plusieurs mains dont il co-scénarise les tomes 1 à 7, puis 10, 12, 14 à 18, parus chez Bamboo Édition ;
- Les Fondus de moto, co-scénarisée avec Christophe Cazenove et dessinée par Bloz, 12 tomes parus entre 2009 et 2023 chez Bamboo Édition :
- Les Dézingueurs, dessinée par Jean Barbaud, 3 tomes parus de 2009 à 2013 chez Bamboo Édition ;
- Les Fondus de vin, co-scénarisée avec Christophe Cazenove et dessinée à plusieurs mains, 9 tomes parus entre 2013 et 2022 chez Bamboo Édition ;
- Les Carnavaleux, dessinée par Bloz, 2 tomes parus en 2013 et 2015 chez Bamboo Édition ;
- Un Grand Bourgogne oublié, co-scénarisée avec Manu Guillot, 3 tomes parus de 2014 à 2022 chez Bamboo Édition ;
- Cath et son Chat, dessinée par Yrgane Ramon, 10 tomes parus entre 2012 à 2022 chez Bamboo Édition ;
- 12 rue Royale ou les Sept Défis gourmands, one-shot dessiné par Efix et publié en 2015 chez Bamboo Édition ;
- Le Postello, one-shot dessiné par Winoc, publié en 2016 chez Bamboo Édition.